# Bantsiliek
De Bantsiliek is een kerkgebouw in het dorp Bant in de Noordoostpolder. Het werd gebouwd in 1955. De architect is Antonius Vosman jr. uit Deventer.

## Katholiek
In 1951 werd met de bouw van het dorp Bant begonnen. Oorspronkelijk was de parochie toegewijd aan de H. Liudger en viel onder het bisdom Utrecht. Later behoorde de parochie tot het bisdom Groningen. De bevolkingsgroei in de Noordoostpolder bleef achter bij de verwachtingen. In 1991 werd de parochie van de H. Ludgerus dan ook samengevoegd met die van de H. Nicolaas in Creil en die van de H. Servatius te Rutten, tot parochie De Goede Herder. De kerkgebouwen van Bant en Creil zijn in 2001 afgestoten. De inventaris van Bant werd grotendeels opgenomen in de kerk van Rutten.

## Samen-op-weg
De te Bant in 2001 gevormde Samen-op-weggemeente heeft haar kerkgebouwen verkocht om verder in één gebouw: de Bantsiliek. De grote kerkzaal werd in tweeën gedeeld tot een kerkzaal en een ontvangstruimte. De Mariakapel bleef in stand en is stilteruimte geworden. Er is verder veel aan de kerk verbouwd en aangepast. Zaterdag 27 november 2004 werd de kerk in gebruik genomen. De officiële ingebruikname was op zondag 23 januari 2005.

## Verkiezing
In 2009 deed de Bantsiliek mee in de finale van de verkiezing Mooiste kerk van Nederland van het NCRV radioprogramma Plaza. Het gebouw kreeg de meeste stemmen maar tot winnaar werd uiteindelijk de Sint-Willibrordusbasiliek in Hulst uitgeroepen.